# Vitrolles (Hautes-Alpes)
Vitrolles település Franciaországban, Hautes-Alpes megyében. Lakosainak száma 217 fő (2022. január 1.). Vitrolles Claret, Curbans, Barcillonnette, Esparron, Lardier-et-Valença, Monêtier-Allemont és Sigoyer községekkel határos.

## Népesség
A település népessége az elmúlt években az alábbi módon változott:
| Lakosok száma | 182  | 137  | 134  | 196  | 206  | 206  | 204  | 209  | 210  | 217  |
|               | 1968 | 1982 | 1990 | 2006 | 2013 | 2015 | 2017 | 2019 | 2020 | 2022 |